# Manuel Domínguez (político)
Manuel Domínguez (Pilar, 5 de junio de 1868-Asunción, 29 de octubre de 1935) fue un jurista, periodista y destacado orador paraguayo. Tuvo una importante actuación en la historia del Paraguay durante el gobierno de Benigno Ferreira y llegó a ocupar el cargo de vicepresidente de la República.

## Infancia y juventud
Nació el 5 de junio de 1868 en la ciudad de Pilar, situada en el departamento de Ñeembucú. 
Su madre fue la señora Concepción Domínguez y su padre, el coronel Matías Goiburú. Se inició gracias a la ayuda materna que recibía, ya que no podía contar con la de su padre. Vivió parte de su adolescencia en la ciudad de Itauguá y obtuvo una beca para ingresar en el Colegio Nacional de la Capital. En Asunción tuvo un puesto de ordenanza en el periódico “La Democracia”, que estaba al mando de Ignacio Ibarra. Allí empezó a trabajar siendo un adolescente. 
Más tarde siguió la carrera de Derecho, ejerciendo además el periodismo y la docencia. Fue director del Colegio Nacional de la Capital y del Archivo Nacional, también enseñó Derecho Constitucional en la Facultad de Derecho y fue Rector de la Universidad Nacional de Asunción.
Domínguez se doctoró en Leyes con su tesis “Traición a la Patria”, que en palabras de Zubizarreta fue: “el dominio del tema le serviría más tarde para la brillante defensa de José Decoud acusado de anexionista ante el Senado”. Domínguez era leído de los grandes pensadores franceses, de donde surgió su denso razonamiento, su exposición lucida, su dialéctica fulgurante. El estilo de Domínguez era muy particular; era conciso, de frases breves y punzantes.
Fue un brillante escritor, un orador cautivante, recibió juicios consagratorios de todos los intelectuales extranjeros que lo conocieron. El poeta español Salvador Rueda dijo en una carta a Viriato Díaz-Pérez, que no sabría qué decir del maestro de la prosa castellana y de la historia, que su pincelada es un rasgo de carmín pasional y vibrante. Señaló, además, que no podría imaginar que los paraguayos tendrían en esa gloriosa República, un narrador de la epopeya de la raza, como aquel Domínguez soberano. 
Domínguez fue Parlamentario, Ministro del Poder Ejecutivo y Vicepresidente de la República, lanzó un manifiesto y se sumó a la Revolución, en 1904.

## Trayectoria
Manuel Domínguez alcanzó su gran dimensión a través de las investigaciones que realizó a lo largo de su vida, sus escritos y sus memorables conferencias. Fue el negociador paraguayo que enfrentó a Emeterio Cano, plenipotenciario boliviano. 
Tuvo una misión muy importante durante el gobierno de Benigno Ferreira, que fue la de negociar un tratado de límite con Bolivia en el Chaco, lo que derivó en el ajuste Soler-Pinilla firmado en Buenos Aires en el año 1907. Fue un fallido intento de salvar la crisis motivada por la fundación de los fortines bolivianos Guachalla y Ballivian, en el Chaco Paraguayo. Fue llamado "El abogado de la patria" y tuvo la satisfacción de ver cumplida su premisa, que había acunado en una frase que se hizo lema: "Ni más allá ni más acá del Parapiti”. A fines de 1911, nuevamente, fue designado por el gobierno del presidente Liberato Rojas "plenipotenciario para negociar la cuestión de límites con Bolivia". Debía ocuparse del tema, en conjunto con el ministro boliviano en Asunción, aunque la guerra civil instalada en el país, en aquel entonces, y un incesante cambio de presidentes, provocaron el fin de esto que habría sido su último encargo diplomático.
Le cupo la dirección del Archivo Nacional de Asunción y del Colegio Nacional de la Capital donde se desempeñó como profesor. Hizo periodismo en “El Progreso” diario egusquicista, y en “La Prensa” tras la muerte de Garay. También en revistas de época entre 1901 y 1935. Se lo incluye a Domínguez en los anales del periodismo paraguayo porque era permanente colaborador de las hojas periodísticas de la época.
En la Facultad de Derecho dictaba cátedra de Derecho Constitucional al lado de ilustres personalidades como el Dr. Báez. En 1899 fue elegido diputado, y entre enero y junio de 1902 ejerció como ministro de Relaciones Exteriores, decidiendo la apertura de importantes representaciones diplomáticas en el extranjero.
Fue Vicepresidente de la República durante el gobierno del Coronel Juan Antonio Escurra, entre 1902 y 1904, y fue célebre su actitud ante la Revolución liberal de 1904, cuando con un manifiesto a la opinión pública, se sumó a las filas revolucionarias. El 15 de octubre de dicho año, desde la ciudad de Villeta, acusaba al Presidente de no haber cumplido el plan de gobierno por él redactado.
Años después, durante el gobierno de Albino Jara, ejerció como ministro de Justicia, Culto e Instrucción Pública, entre enero y junio de 1911, y ministro del Interior, entre junio y julio del mismo año. En el primero de estos cargos, formuló un sistema de reformas para la educación universitaria y propició la inclusión de partidas presupuestarias, dentro del Estado, para la asignación de becas de estudio en el extranjero. 
Poseía una cultura enciclopedista. Su prosa era muy admirada, pero era más brillante como expositor oral.
Manuel Domínguez era un amante de la frase breve, la adjetivación oportuna y el giro preciso. Era, además, un apasionado de la historia paraguaya, y produjo un brillante ensayo "Causas del Heroísmo Paraguayo", como parte de un trabajo de mayor envergadura denominado “El Alma De La Raza”, que contiene además, unos estudios que esclarecen los orígenes de la conquista y los puntos sobre las expediciones al Río de la Plata, realizadas durante el siglo XVI. Otros como: “El Paraguay, sus grandezas y sus glorias”, “El milagro de lo eterno", y unos cuantos ensayos más. También “El Chaco Boreal” y muchos opúsculos. 
Le cupo concentrarse en la revisión de gran cantidad de documentos de archivo, y con sus artículos, “inflamaba el alma nacional alertándola, para la defensa del patrimonio patrio a través de monografías y conferencias”. Se lo consideró el primer soldado de la Guerra del Chaco, defendiendo dicho territorio como “abogado de la patria”.

## Vida personal y fallecimiento
Estuvo casado en primeras nupcias con la señora Manuela González Filisbert y en segundas nupcias con Carmen Urbieta Peña. 
Falleció en Asunción el 29 de octubre de 1935.

## Obras
Tuvo vasta producción bibliográfica entre las que citamos: 
- “Derecho constitucional” (incluso)
- “El alma de la raza”;
- “Paraguay, sus grandezas y sus glorias”,
- “El chaco Boreal”;
- “El Dorado enigma de la Historia Americana”;
- La colección de ensayos reunidos bajo el título “Estudios Históricos y literarios”.

| Predecesor: Andrés Héctor Carvallo | Vicepresidente de la República del Paraguay 1902-1904 | Sucesor: Emiliano González Navero |